# Eugen Jochum
Pour les articles homonymes, voir Jochum.
Eugen Jochum est un chef d'orchestre allemand, né à Babenhausen (Souabe) le 1er novembre 1902 et mort à Munich le 26 mars 1987

## Biographie
Eugen Jochum étudie le piano et l'orgue à Augsbourg et la direction d'orchestre à Munich. Son premier emploi est répétiteur de piano à l'opéra de Munich, puis à Kiel.
Il fait ses débuts de chef d'orchestre avec l'Orchestre philharmonique de Munich en 1926, et la même année, il est nommé directeur de la musique à Kiel. Puis il dirige plusieurs orchestres, à Duisbourg, à la radio Berlinoise. Il effectue dès 1932 des concerts et des enregistrements avec l'Orchestre philharmonique de Berlin, formation qu'il conduira régulièrement pendant plus de 50 ans en concert ou en tournée.
En 1934, Jochum succède à Karl Böhm comme chef de l'Opéra d'État de Hambourg et du Philharmonique de Hambourg. Pendant le régime nazi, Hambourg demeura, comme l'a indiqué Jochum, « raisonnablement libéral », ce qui a permis à Jochum de conserver son poste sans adhérer au parti. Il dirige des œuvres de Hindemith et Bartók, interdites ailleurs par les autorités. Pendant le processus de dénazification, un désaccord surgit entre Britanniques et Américains au sujet de Jochum. Après avoir blanchi son nom et l'avoir sélectionné pour l'Orchestre philharmonique de Munich en mai 1945, les autorités américaines le placent sur une liste noire à titre temporaire, en relevant que sa carrière a prospéré pendant la guerre et que ses frères ont été des nazis fanatiques. Cependant, les forces d'occupation britanniques soulignent qu'on ne peut prouver aucune faute chez Jochum, qui n'a jamais adhéré aux organisations nazies et qui est demeuré catholique convaincu, sans « compromettre son intégrité artistique » . En 1948, les autorités américaines constatent l'absence de toutes charges contre Jochum.
Jochum forme plus tard l'Orchestre symphonique de la Radiodiffusion bavaroise qu'il dirige de 1949 à 1960, puis rejoint l'Orchestre du Concertgebouw d'Amsterdam en lien avec Bernard Haitink. En 1969, il prend la direction de l'Orchestre symphonique de Bamberg jusqu'en 1973, tout en dirigeant souvent à Bayreuth et à Salzbourg. Il termine sa carrière de chef à la tête de l'Orchestre philharmonique de Londres en 1975, puis invité à la tête des prestigieuses phalanges européennes, notamment à Dresde et Amsterdam. Ses derniers enregistrements ont été réalisés avec les orchestres de Bamberg et du Concertgebouw d'Amsterdam.
Il est inhumé au cimetière de Nymphenburg.

## Répertoire
Catholique fervent, traditionaliste assumé, Eugen Jochum est considéré comme un spécialiste du répertoire austro-germanique, principalement symphonique, du XIXe siècle. Ses enregistrements des symphonies et de la musique religieuse d'Anton Bruckner, en particulier, font aujourd’hui autorité pour certains. Les sommets de la discographie de Jochum se situent également du côté de ses enregistrements des symphonies de Joseph Haydn, des œuvres orchestrales de Brahms (y compris le fameux enregistrement des concertos pour piano avec Emil Gilels), les Carmina Burana de Carl Orff, les grandes œuvres vocales de Jean-Sébastien Bach et des lectures chaleureuses et vigoureuses des opéras de Wagner.
Son frère Georg Ludwig, moins connu, a été également chef d'orchestre en Suède, en Allemagne et en Autriche où il a dirigé en particulier l'orchestre Bruckner de Linz.